# 王貴莊
王貴莊（14世紀—15世紀），名敬，字臨之，號貧樂、樂平，江西吉安府安福縣南鄉王屯人，一作沙洲人，明朝政治人物。

## 生平
永樂三年（1405年），王貴莊中式江西鄉試舉人，為經魁。永樂九年（1411年）中進士，獲授庶吉士，改任陝西道監察御史，多次上書都切中時弊，尤其急於推薦賢能，九年後外任雲南知府，撫綏地方得宜，興學造士，不久請求退休。

## 引用
1. 1 2  同治《安福縣志·卷十·人物志》：王貴莊，名敬，號貧樂，南鄉王屯人，永樂辛卯進士，選庶吉士，遷陝西道御史，屢上疏皆切時弊，尤急於薦賢，當攝堂事同寮敬憚之，在官九載負公輔之望，出守雲南，撫綏得宜，興學造士，未幾乞休歸。
2. ↑  乾隆《安福縣志·卷十·名臣》：王貴莊，字臨之，號樂平，南鄉沙洲人…… 參府志
3. ↑  同治《安福縣志·卷八·選舉志》：明鄉舉……永樂三年乙酉科 王貴莊 經魁，進士……明進士……永樂九年辛卯科蕭時中榜 王貴莊 傳見宦績